# Josef Košťálek
Josef Košťálek (Kročehlavy, Imperio austrohúngaro, 31 de agosto de 1909-Checoslovaquia, 21 de noviembre de 1971) fue un jugador y entrenador de fútbol checoslovaco. En su etapa como jugador profesional se desempeñaba como centrocampista.

## Selección nacional
Fue internacional con la selección de fútbol de Checoslovaquia en 43 ocasiones y convirtió 2 goles. Formó parte de la selección subcampeona de la Copa del Mundo de 1934.

### Participaciones en Copas del Mundo
| Mundial                        | Sede    | Resultado        | Partidos | Goles |
| ------------------------------ | ------- | ---------------- | -------- | ----- |
| Copa Mundial de Fútbol de 1934 | Italia  | Subcampeón       | 4        | 0     |
| Copa Mundial de Fútbol de 1938 | Francia | Cuartos de final | 3        | 1     |

## Clubes

### Como jugador
| Club                     | País           | Año       |
| ------------------------ | -------------- | --------- |
| Sparta Praga             | Checoslovaquia | 1929-1945 |
| Sparta Považská Bystrica | Checoslovaquia | 1945-1946 |
| SK Rakovník              | Checoslovaquia | 1946-1951 |

### Como entrenador
| Club         | País           | Año       |
| ------------ | -------------- | --------- |
| Baník Kladno | Checoslovaquia | 1957-1958 |

## Palmarés

### Campeonatos nacionales
| Título           | Club         | País                              | Año  |
| ---------------- | ------------ | --------------------------------- | ---- |
| Primera División | Sparta Praga | Checoslovaquia                    | 1932 |
| Primera División | Sparta Praga | Checoslovaquia                    | 1936 |
| Primera División | Sparta Praga | Checoslovaquia                    | 1938 |
| Primera División | Sparta Praga | Protectorado de Bohemia y Moravia | 1939 |
| Primera División | Sparta Praga | Protectorado de Bohemia y Moravia | 1944 |